# Bode Miller
Pour les articles homonymes, voir Miller.
Samuel Bode Miller, né le 12 octobre 1977 à Easton dans le New Hampshire, est un skieur alpin américain. Vainqueur du classement général de la Coupe du monde en 2005 et 2008, il a aussi remporté le titre olympique de combiné en 2010 ainsi qu'un total de quatre titres aux championnats du monde de 2003 et 2005. En remportant à 36 ans et 4 mois la médaille de bronze du super-G des Jeux olympiques de Sotchi, il devient le plus vieux médaillé olympique de l'histoire en ski alpin. Il est un des rares skieurs à s'être imposé dans les cinq disciplines en Coupe du monde avec Marc Girardelli, Pirmin Zurbriggen, Kjetil-André Aamodt et Gunther Mader. Champion du monde dans quatre disciplines différentes, détenteur de huit globes de cristal (deux « gros » et six « petits »), Miller a également établi le record de victoires d'un Américain en Coupe du monde avec 33 succès.
Skieur atypique tant sur les pistes — avec une prise de risque maximum et un style à part, tout en élasticité, avec notamment une position très arrière sur les skis— qu'en dehors, avec son mode de vie non conventionnel, il s'est entouré d'une équipe d'entraîneurs et de techniciens appelée la « Bode Team America », loin de la fédération américaine, se déplaçant en camping-car entre les courses tout en étant auteur de déclarations controversées sur son hygiène de vie, ses relations avec les instances et sa position sur le dopage. Bode Miller s'est donc démarqué de ses pairs suscitant alternativement admiration et critique de la part des observateurs.
Le 31 octobre 2017, il annonce à 40 ans qu'il arrête définitivement sa carrière de skieur.

## Biographie

### Enfance
Bode Miller naît à Easton dans le New Hampshire en 1977, ses parents hippies ne le scolarisent qu'à partir du cours élémentaire. Auparavant Bode Miller fait un premier contact avec une paire de skis à l'âge de deux ans. Il est élevé végétarien, sur une ferme de produits bio. À l'âge de six ans, ses parents Woody Miller et Joan Kenney divorcent mais Bode est imprégné par leur mode de vie dont la maison construite en bois à Franconia (actuellement le camp de tennis de Tamarack), où les familles Miller et Kenney habitent toujours, était dépourvue d'eau courante et d'électricité. Cette enfance marginale est cependant portée sur la pratique sportive. Après s'être essayé au tennis et au football, il opte finalement pour le ski alpin. Après une scolarité en école publique, il rejoint l'académie de ski de Carrabassett Valley dans le Maine. Il continue par ailleurs de pratiquer le tennis et le football, mais aussi le golf où il a remporté quelques tournois.

### Débuts en compétition
Il dispute sa première FIS Race à Burke Mountain le 17 décembre 1994 avec un slalom au cours duquel il prend la 17e place. Il y impose un style de ski particulier puisque l'apprenant au départ seul, il y développe un sens de l'équilibre proche de la rupture. Il participe également à des épreuves de la Coupe d'Amérique du Nord (coupe Nor-Am) cette année-là ainsi que la suivante. Sa discipline de prédilection est le slalom où il remporte le titre de champion national junior en 1995. L'année suivante, il s'impose en championnat national junior en descente, super G et géant (tout en prenant la 2e place en slalom). Il poursuit son apprentissage du haut niveau et remporte également une victoire en FIS Race lors d'un géant à Mont Sainte-Anne. Lors de la saison 1997, il prend une 4e place en super G à Sugarloaf en Coupe Nor-Am puis une 5e en slalom à Banff et Mont-Tremblant. Lors des championnats nationaux senior, il prend la 10e place en slalom.

### Débuts en Coupe du monde, premiers Jeux olympiques et premier podium
Grand espoir du ski alpin américain, il est sélectionné la saison 1998 à ses premières épreuves de Coupe du monde à Park City en novembre 1997 en géant (11e) et slalom (disqualifié). Il alterne cette année-là la Coupe du monde, la Coupe Nor-Am et participe à quelques épreuves de Coupe d'Europe (ces deux dernières compétitions sont les antichambres de la première). Avec des résultats bons en Coupe Nor-Am comme la victoire en géant à Sunday River et ce malgré peu de résultats en Coupe du monde hormis son géant de Park City, il est sélectionné (avec Daron Rahlves et Casey Puckett en géant, Matthew Grosjean, Chip Knight et Andy Leroy en slalom) aux Jeux olympiques d'hiver de 1998 de Nagano dans l'équipe des États-Unis qui est en phase en reconstruction chez les hommes et donnant donc leurs chances aux jeunes. Il parvient à se qualifier dans les deuxièmes manches du slalom et du géant mais abandonne dans celles-ci. Il termine la saison 1998 en Coupe Nor-Am et remporte son premier titre national en slalom géant.
Lors de la saison 1999, il ajoute quelques descentes et super G à son programme en Coupe du monde mais obtient ses meilleurs résultats en géant (8e à Park City et Adelboden) et en slalom où il rate un podium avec une 4e place à Wengen derrière Benjamin Raich, Michael von Grünigen et Lasse Kjus. Il participe alors à ses premiers Championnats du monde à Vail : 26e du super G, 18e du géant et surtout 8e du slalom. Juste derrière, c'est une nouvelle 4e place au slalom d'Ofterschwang qui l'attend. Il termine au 38e rang du général et deuxième Américain derrière Chad Fleischer (32e). L'année 2000 est moins en réussite, il ne termine aucun slalom en Coupe du monde mais marque des points en super G et en géant, c'est une année sans grand relief qu'il réalise. L'année 2001 est uniquement axée sur la Coupe du monde (moins de d'épreuves de Coupe Nor-Am), il monte pour la première fois sur un podium (son seul podium cette année) lors du géant de Val d'Isère derrière von Grünigen et Heinz Schilchegger, marque ses premiers points en descente et fait un top 10 au géant des Arcs. Il prépare alors les Championnats du monde où il abandonne en super G avant de se blesser au genou gauche dans la descente du combiné en raison de son style d'attaquant ce qui met un terme à sa saison.

### Révélation des Jeux olympiques de 2002
L'année 2002 marque un tournant dans la carrière de Bode et du ski alpin américain. Il signe sa première victoire en géant devant le porteur du dossard rouge de la discipline Frédéric Covili à Val d'Isère et est ainsi le premier Américain à remporter un géant depuis 1983 et Phil Mahre. 24 heures plus tard, il remporte le slalom nocturne de Madonna di Campiglio, et devient là aussi le premier Américain à remporter un slalom depuis 1983 avec Steve Mahre. En slalom, trois nouveaux venus bousculent la hiérarchie cette saison avec Miller, Ivica Kostelić et Jean-Pierre Vidal. Miller prend alors le dossard rouge de la spécialité et prive l'Italie d'un succès d'un compatriote puisque Giorgio Rocca termine second. Au slalom d'Adelboden en janvier 2002, il confirme en s'imposant avec une avance record sur ses poursuivants puisqu'il relègue son dauphin Kostelic à 1 s 92. Il est opposé à une forte concurrence notamment de la part de Kostelic mais remporte quand même son troisième slalom de l'hiver à Schladming, le dernier slalom avant les Jeux olympiques, se rapprochant à 31 points du dossard rouge de Kostelic qu'il a perdu entre-temps. Il termine la saison à la 4e place du classement général de la Coupe du Monde, loin derrière Stephan Eberharter mais déjà à la bataille avec Kjetil Andre Aamodt et Didier Cuche.
Aux Jeux olympiques, il débute par le combiné. Il avait pris à Wengen, juste avant les JO, la seconde place de cette épreuve derrière Kjetil Andre Aamodt. Dans l'épreuve du combiné des jeux, il prend la 8e place de la descente malgré une chute et remporte le slalom. Il enlève la médaille d'argent devant Aamodt. Il devient ainsi le premier Américain à remporter une médaille olympique en combiné. La semaine suivante, il prend la 7e place de la première manche du géant avant de réaliser le meilleur temps de la seconde manche, dépassant alors Massimiliano Blardone, Lasse Kjus, Christoph Gruber, Raich, et Alexander Ploner pour s'emparer de sa seconde médaille d'argent. Seul Stefan Eberharter le devance avec 88 centièmes d'avance. Miller devient le premier Américain à remporter une médaille olympique en géant. Vient alors le slalom. Fort de ses trois succès en coupe du monde, il est l'un des grands favoris de l'épreuve olympique avec Kostelic et Vidal. Deuxième temps de la première manche derrière Vidal, il tombe dans la seconde manche laissant s'échapper une troisième médaille olympique.

### 2003-2004: L'ascension d'un coureur complet mais irrégulier

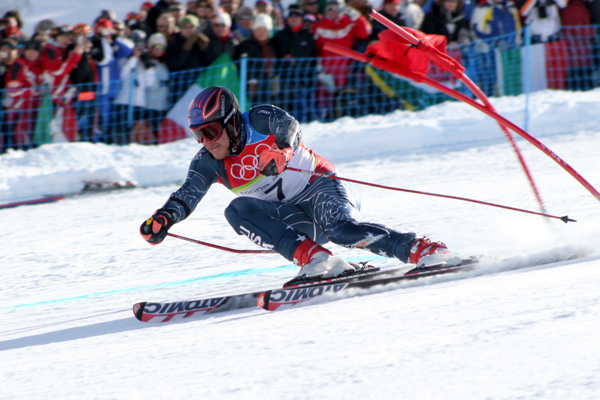
Bode Miller aux JO de Turin.

Bode Miller aborde la saison 2003 en tant qu'outsider pour le classement général de la Coupe du Monde, et annonce vouloir participer dès cette année-là à toutes les épreuves du calendrier. Il réalise un bon début de saison, marqué par deux victoires en géant à Alta Badia et Kranjska Gora et une seconde place à Val d'Isère. Trois autres podiums réalisés respectivement en slalom, combiné et slalom géant lui permettent de lutter une bonne partie de la saison avec Stephan Eberharter pour la conquête du gros globe de cristal. Sa progression dans les disciplines de vitesse impressionne. Lui qui n'était jamais parvenu à entrer dans les 15 premiers, il entre dans le top-10 de six des onze descentes de l'année et trois des six super-G. Cette progression semble toutefois s'être faite au détriment du slalom, puisqu'il sort du tracé dans 5 des 9 slaloms du calendrier cette année-là. Il termine finalement deuxième du classement général de la Coupe du Monde.
Il confirme son entrée dans le petit monde des tout meilleurs skieurs mondiaux en remportant ses deux premières médailles d'or dans un grand championnat aux Championnats du Monde de Saint-Moritz dans les deux disciplines où il est le plus régulier, le géant et le combiné.
La saison 2004 ne proposant aucun grand rendez-vous mondial, la lutte pour le classement général est le point d'orgue de cette saison, marquée par le retour d'Hermann Maier après son grave accident de moto. La lutte à trois s'annonce serrée entre Miller, Maier et Eberharter, vainqueur sortant. Bode Miller commence la saison sur les chapeaux de roue en remportant successivement le géant d'ouverture de Sölden puis celui de Park City. Son début de saison tourne cependant rapidement à l'aigre. Il enchaine les éliminations (5 en 5 courses à Beaver Creak et Flachau) et les contre-performances en vitesse, tant à Lake Louise qu'à Val Gardena. Dès la mi-janvier, il signe à nouveau des résultats probants, avec notamment deux victoires en combiné à Chamonix et Kitzbühel, une en slalom à Sankt Anton (mettant fin à deux ans de disette dans cette discipline) et une en géant à Kranjska Gora, portant son total de la saison à cinq. Ses fréquentes sorties de piste (11 en 2004, dont 5 slaloms) le relèguent toutefois à la 4e place finale du classement général de la Coupe du monde, mais il remporte son premier petit globe de cristal dans la discipline du slalom géant.

### 2005: Bode Miller, numéro 1 du ski alpin
Bode Miller réalise un début de saison 2005 proprement incroyable. Il remporte les trois premières épreuves de la saison et signe surtout ses premières victoires en descente et en super G, lui qui n'était jamais parvenu à entrer dans les 5 premiers de ces deux disciplines, devenant ainsi le 5e coureur à s'imposer dans toutes les disciplines du ski alpin. Il confirme son excellent début de saison en remportant le géant de Val d'Isère et le slalom de Sestrières, abordant la pause de Noël avec une confortable avance au classement général. La suite de sa saison témoigne de son style tout en prise de risques, puisqu'il enchaine podiums et éliminations d'une semaine à l'autre. Il termine néanmoins la saison de brillante manière lors des finales de Lenzerheide par une victoire en super G, une deuxième place en descente et en géant et une sixième en slalom, qui lui offrent sa première victoire au classement général de la Coupe du Monde, 22 ans après son compatriote Phil Mahre, avec une confortable avance sur son dauphin, Benjamin Raich. Il remporte également le classement du Super G mais doit abandonner celui du géant à Raich pour 3 petits points. Cette saison de Coupe du Monde présage bien des résultats futurs de Bode Miller : une succession de coups d'éclats (14 podiums) et d'éliminations (11). Elle marque aussi le début de ses grosses difficultés à parvenir au bas des deux manches d'un slalom, ce qu'il ne parvient à faire que 2 fois sur 9 cette saison.
Bode Miller matérialise véritablement sa conversion des disciplines techniques vers la vitesse lors des Championnats du Monde de Bormio en 2005. En enlevant la descente et le super G, il remporte ses 3 et 4èmes médailles d'or mondiales.

### 2006-2009: Victoires et déboires d'un ski spectacle
2006 est une année olympique. Bode Miller a l'occasion de remporter le seul grand titre qui manque encore à son palmarès, l'or olympique. Grand espoir de médaille de la délégation américaine, il contribue à faire sortir le ski alpin de l'oubli outre-atlantique en étant au centre d'une grande campagne médiatique.
Moins exceptionnel qu'en 2005, son début de saison est toutefois bon, marqué par un podium au géant d'ouverture de Sölden puis une victoire et une seconde place à Beaver Creek, respectivement en géant et en descente. Le calvaire continue néanmoins en slalom et touche cette année à son tour le géant. Il ne termine à nouveau que 2 des 8 slaloms et seulement 3 des 6 géants, ce qui lui coûte de précieux points au classement général. Hormis une deuxième place en combiné et une quatrième en descente à Kitzbühel, son mois de janvier est décevant. Il est assez loin du leader Benjamin Raich au classement général et décide de faire l'impasse sur les épreuves de Garmisch pour se préparer pour les J.O. de Turin, renonçant ainsi à la lutte pour le classement général, ce qui déçoit plusieurs observateurs. Ces Jeux olympiques seront toutefois un échec total pour Bode Miller, qui repart sans médaille autour du cou. La presse américaine se montre très critique envers l'athlète, qui a multiplié frasques et déclarations politiquement incorrectes en cours de saison. Il abrège sa fin de saison, se contentant de courir les finales d'Are qui lui permettent de signer une nouvelle victoire en super G, sa deuxième de la saison seulement. Il termine tout-de-même au 3e rang final du classement général de la Coupe du Monde, mais à bonne distance de Benjamin Raich et sans parvenir à décrocher un petit globe de cristal. Pour la première fois, il reste évasif sur la poursuite de sa carrière l'année suivante.
En 2007 et 2008, il s'impose sur la descente de coupe du monde de Lauberhorn à Wengen. Il gagne, lors de la saison 2008, le classement général de la coupe du monde pour la deuxième fois.

### 2010-2011: le retour

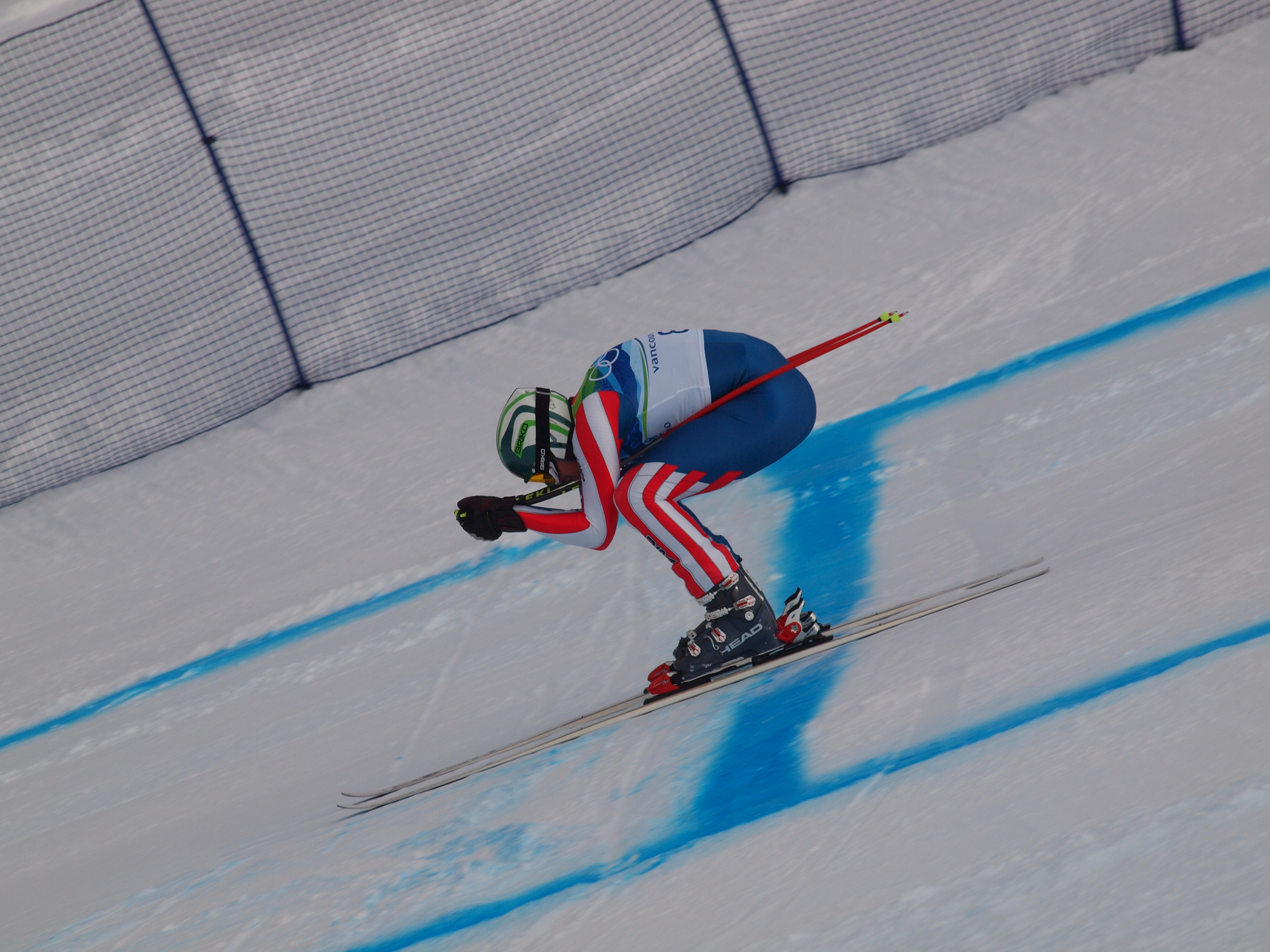
Bode Miller aux Jeux olympiques de 2010.

Pour ces Jeux olympiques à Vancouver, Bode Miller remporte trois médailles, le bronze en descente, l'argent en super G et l'or, la seule médaille olympique qui lui manquait, en combiné.
L'hiver 2011 est plus délicat pour lui, et il enchaîne des résultats moyens pour son niveau, jusqu'à son retour sur le podium de la descente de Kitzbühel.

### Dernières saisons et retraite
Bode Miller commence la saison 2011-2012 en terminant 9e du géant de Sölden. Le 2 décembre 2011, il remporte pour la troisième fois de sa carrière la descente de Beaver Creek s'adjugeant la 33e et dernière victoire de sa carrière en Coupe du monde de ski alpin près de deux ans après son dernier succès sur le circuit.
Il court encore les saisons suivantes, jusqu'aux Jeux de Sotchi 2014, obtenant dix nouveaux « top 3 » en Coupe du monde, notamment deux podiums en descente et en super G sur la Streif de Kitzbühel en janvier 2014. Lors des Jeux Olympiques sur la piste de vitesse de Rosa Khutor, le 16 février 2014, il prend la médaille de bronze du super G derrière Kjetil Jansrud (or) et son compatriote Andrew Weibrecht (argent), devenant à 36 ans et 127 jours, le plus vieux médaillé olympique du ski alpin. Après ce sixième podium olympique (1 or, 3 argent, 2 bronze), il obtient son dernier podium en Coupe du monde à Lenzerheide le 15 mars 2014 à l'arrivée du super G, puis dispute encore les championnats du monde 2015 à Vail/Beaver Creek en février, où il se blesse dans le super G qu'il ne termine pas. Bien qu'inscrit dans l'équipe américaine pour la saison 2016-2017, on ne le revoit plus sur   le circuit international, et le 31 octobre 2017, après avoir fêté ses 40 ans, il annonce qu'il met un terme définit à sa carrière de skieur.

### Déclarations sur le dopage
- Le 21 octobre 2005, il s'est étonné que le dopage par les stéroïdes soit illégal et déclare également : « la lutte contre le dopage est tellement en retard et inefficace qu'on n'a qu'à légaliser l'EPO[15] ». Bode Miller remet en cause les systèmes de détection de dopage et se met à dos les instances sportives ainsi que de nombreux autres sportifs[réf. nécessaire]. L'année suivante, il suspecte de dopage le cycliste Lance Armstrong et le joueur de baseball Barry Bonds [16].
- En janvier 2006, il a également reconnu avoir disputé certaines courses en léger état d'ébriété, mais une semaine plus tard a regretté ses paroles[17].

## Palmarès

### Jeux olympiques d'hiver
| Épreuve / Édition | Nagano 1998 | Salt Lake City 2002 | Turin 2006  | Vancouver 2010 | Sotchi 2014 |
| Descente          | -           | -                   | 5e          | Bronze         | 8e          |
| Super-G           | -           | -                   | DNF         | Argent         | Bronze      |
| Slalom géant      | DNF         | Argent              | 6e          | DNF            | 20e         |
| Slalom            | DNF         | 24e                 | DNF         | DNF            | -           |
| Combiné           | -           | Argent              | Disqualifié | Or             | 6e          |

### Championnats du monde
| Épreuve / Édition | Vail 1999 | Sankt Anton 2001 | Saint-Moritz 2003 | Bormio 2005 | Åre 2007 | Val d'Isère 2009 | Garmisch-Partenkirchen 2011 | Beaver Creek 2015 |
| Descente          | -         | -                | 16e               | Or          | 7e       | 8e               | 15e                         |                   |
| Super G           | 26e       | DNF              | Argent            | Or          | 24e      | 12e              | 12e                         | DNF               |
| Slalom géant      | 18e       | -                | Or                | DNF         | 15e      | DNF              | -                           |                   |
| Slalom            | 8e        | -                | 6e                | DNF         | DNF      | DNF              | -                           |                   |
| Combiné           | -         | -                | Or                | DNF         | 6e       | DNF              | DNF                         |                   |

### Coupe du monde
- 2 gros globes de cristal en 2005 et en 2008.
- 6 petits globes de cristal :
  - Vainqueur du classement du slalom géant en 2004.
  - Vainqueur du classement du super G en 2005 et 2007.
  - Vainqueur du classement du combiné en 2003, 2004 et 2008.
- 77 podiums dont 33 victoires.

#### Différents classements en Coupe du monde
| Année/Classement | Année/Classement | Général | Général | Descente | Descente | Super G | Super G | Slalom géant | Slalom géant | Slalom | Slalom | Combiné | Combiné |
| ---------------- | ---------------- | ------- | ------- | -------- | -------- | ------- | ------- | ------------ | ------------ | ------ | ------ | ------- | ------- |
| Année/Classement | Année/Classement | Class.  | Points  | Class.   | Points   | Class.  | Points  | Class.       | Points       | Class. | Points | Class.  | Points  |
| 1998             | 1998             | 95e     | 27      | -        | -        | -       | -       | 36e          | 27           | -      | -      | -       | -       |
| 1999             | 1999             | 38e     | 173     | -        | -        | -       | -       | 23e          | 73           | 23e    | 100    | -       | -       |
| 2000             | 2000             | 90e     | 47      | -        | -        | 44e     | 8       | 31e          | 39           | -      | -      | -       | -       |
| 2001             | 2001             | 42e     | 185     | 55e      | 6        | 34e     | 21      | 15e          | 158          | -      | -      | -       | -       |
| 2002             | 2002             | 4e      | 952     | -        | -        | 49e     | 2       | 7e           | 310          | 2e     | 560    | 4e      | 80      |
| 2003             | 2003             | 2e      | 1100    | 13e      | 268      | 12e     | 138     | 2e           | 425          | 17e    | 144    | 1er     | 125     |
| 2004             | 2004             | 4e      | 1134    | 23e      | 96       | 25e     | 52      | 1er          | 410          | 5e     | 376    | 1er     | 200     |
| 2005             | 2005             | 1er     | 1648    | 2e       | 618      | 1er     | 470     | 2e           | 420          | 15e    | 140    | -       | -       |
| 2006             | 2006             | 3e      | 928     | 5e       | 340      | 10e     | 145     | 9e           | 198          | 32e    | 45     | 2e      | 200     |
| 2007             | 2007             | 4e      | 882     | 8e       | 318      | 1er     | 304     | 6e           | 232          | 55e    | 8      | 28e     | 20      |
| 2008             | 2008             | 1er     | 1 409   | 2e       | 579      | 8e      | 211     | 13e          | 141          | 29e    | 68     | 1er     | 410     |
| 2009             | 2009             | 15e     | 517     | 7e       | 275      | 27e     | 42      | 35e          | 33           | 16e    | 167    | -       | -       |
| 2010             | 2010             | 20e     | 361     | 17e      | 110      | 18e     | 88      | -            | -            | 43e    | 18     | 5e      | 145     |
| 2011             | 2011             | 14e     | 471     | 12e      | 190      | 14e     | 123     | 24e          | 58           | -      | -      | 22e     | 40      |
| 2012             | 2012             | 15e     | 612     | 5e       | 383      | 16e     | 119     | 31e          | 46           | 53e    | 4      | 16e     | 60      |
| 2014             | 2014             | 8e      | 633     | 8e       | 264      | 5e      | 220     | 22e          | 115          | 49e    | 5      | 16e     | 29      |

#### Détail des victoires
| Édition / Épreuve | Descente                 | Slalom                                    | Slalom géant                   | Super G                  | Combiné                        | Total |
| 2002              |                          | Madonna di Campiglio Adelboden Schladming | Val d'Isère                    |                          |                                | 4     |
| 2003              |                          |                                           | Alta Badia Kranjska Gora       |                          |                                | 2     |
| 2004              |                          | Sankt Anton                               | Sölden Park City Kranjska Gora |                          | Chamonix Kitzbühel             | 6     |
| 2005              | Lake Louise Beaver Creek | Sestrières                                | Sölden Val d'Isère             | Lake Louise Lenzerheide  |                                | 7     |
| 2006              |                          |                                           | Beaver Creek                   | Aare                     |                                | 2     |
| 2007              | Beaver Creek Wengen      |                                           |                                | Val Gardena Hinterstoder |                                | 4     |
| 2008              | Bormio Wengen Kvitfjell  |                                           |                                |                          | Kitzbühel Chamonix Val d'Isère | 6     |
| 2009-2010         |                          |                                           |                                |                          | Wengen                         | 1     |
| 2011-2012         | Beaver Creek             |                                           |                                |                          |                                | 1     |
| Total             | 8                        | 5                                         | 9                              | 5                        | 6                              | 33    |

### Coupe nord-américaine
- 6 victoires.

### Coupe d'Europe
- 1 victoire.

### Championnats des États-Unis
- Champion de slalom géant en 1998 et 2006.
- Champion de slalom en 2002 et 2003.
- Champion de super G en 2003 et 2007.
- Champion de descente en 2006.